# Комиссия для рассмотрения медиумических явлений

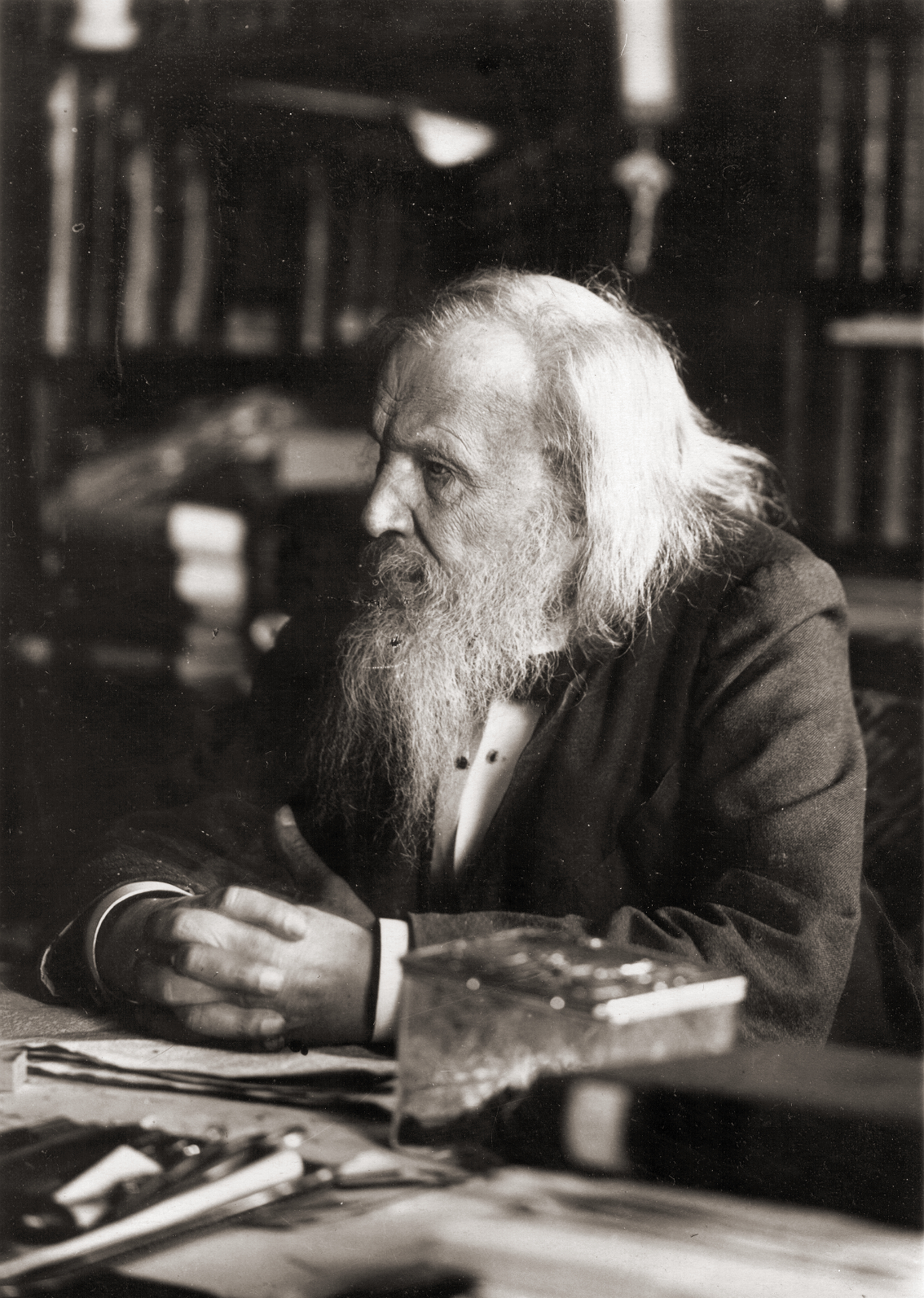
Д.И Менделеев — инициатор комиссии

Комиссия для рассмотрения медиумических явлений была создана в 1875 году Русским Физическим обществом для изучения вошедшего в моду спиритизма и связанных с ним явлений.
В её работе принял участие ряд авторитетных учёных. Выводы комиссии были обобщены и опубликованы Д. И. Менделеевым в брошюре «Материалы для суждения о спиритизме».
Другая группа авторитетных ученых во главе с А. Н. Аксаковым и А. М. Бутлеровым обвинила комиссию в предвзятости, фальсификации и утаивании результатов удачных опытов, и опубликовала свои выводы в брошюре «Разоблачения».

## Предыстория

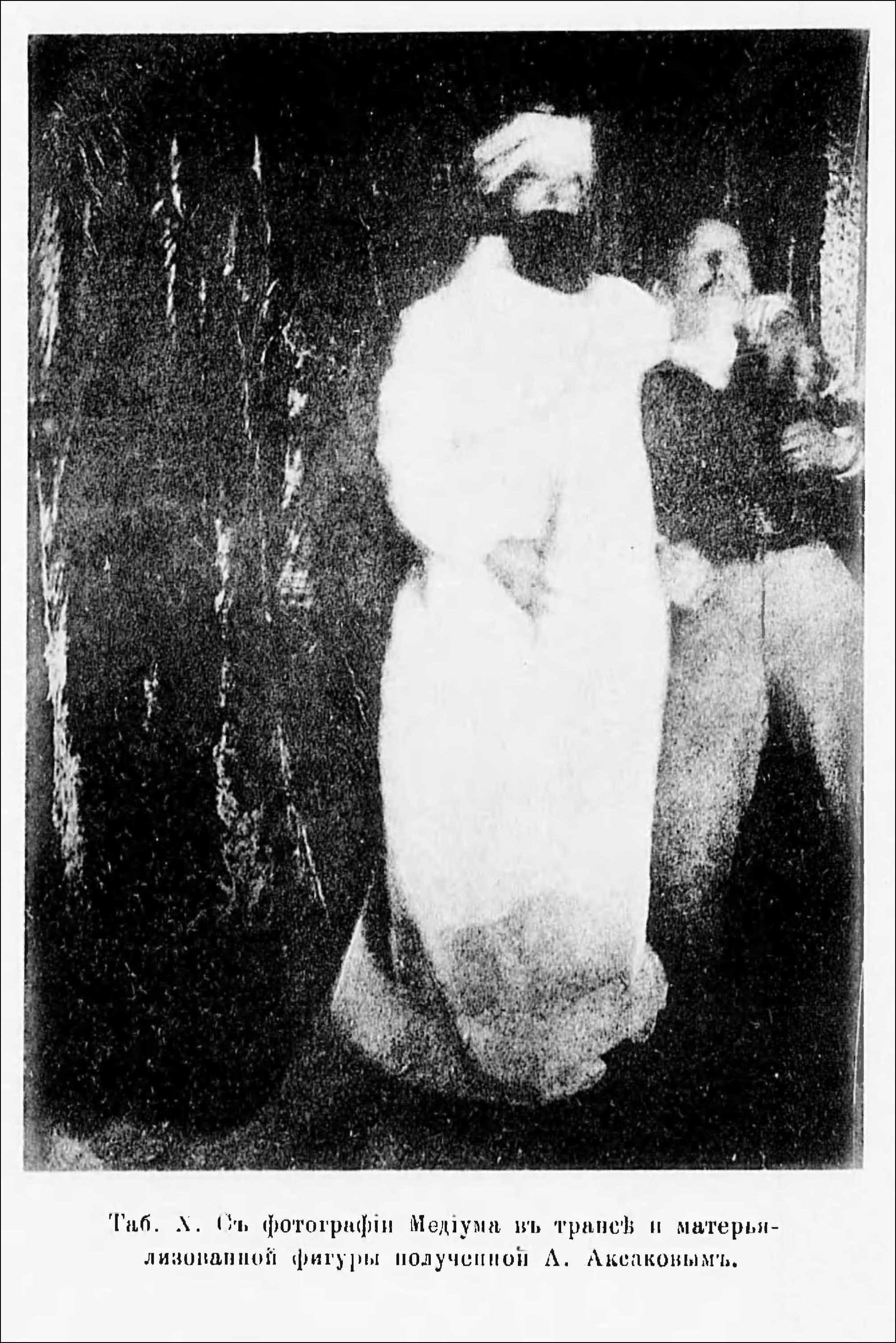
Медиум в трансе и материализованная фигура. Фото А. Н. Аксакова.

Имевшие в середине XIX века немало сторонников в Западной Европе и Америке, к 1870-м годам получили распространение и в русской культурной среде — воззрения, подразумевающие поиск разрешения проблем непознанного в обращении к вульгарным формам мистицизма и эзотерики, в частности — к явлениям, именуемым с некоторых пор паранормальными, а в обыденном, лишённом наукообразия лексиконе, — спиритуализмом, спиритизмом или медиумизмом.

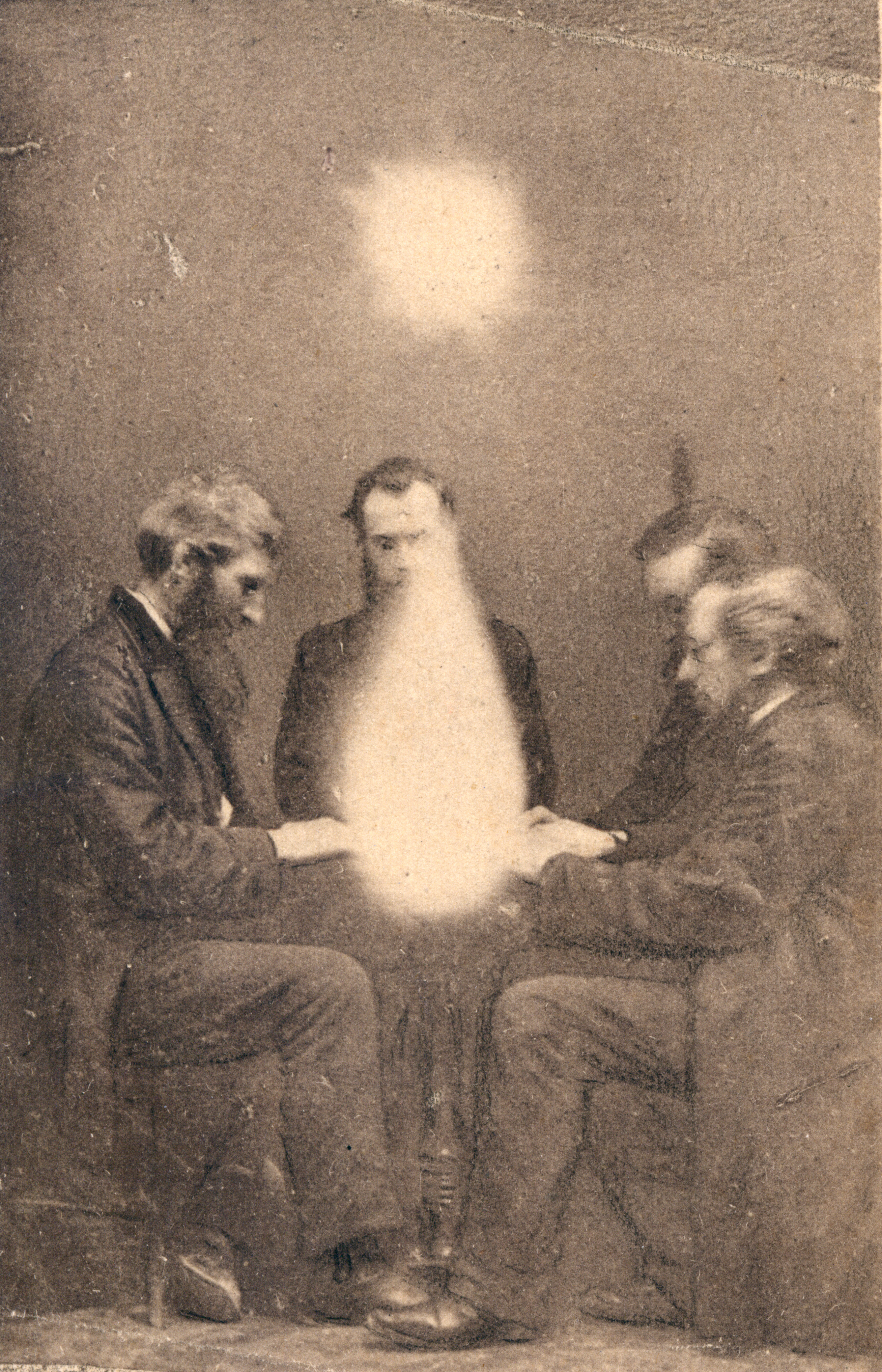
Спиритический сеанс

Первоначально спиритизм в России развивался, с одной стороны, как религиозно-мистическое увлечение писателей и поэтов-романтиков (Пушкин, Жуковский, Одоевский, Тютчев), а с другой стороны, как элемент салонной культуры, своего рода игра. Приглашённый Бутлеровым Юм (состоял в родственных отношениях с учёным) был настолько популярен, что проводил спиритические сеансы в присутствии Александра II. По воспоминаниям фрейлины А. Ф. Тютчевой медиум провёл спиритические сеансы в Большом дворце Петергофа, в Зимнем и Аничковом дворцах, в Константиновском дворце в Стрельне. С благословения царской семьи стали выходить спиритические журналы: «Спиритуалист», «Вестник оккультных наук», «Таинственное».
Среди первых адептов спиритизма в России были автор «Писем русского офицера» декабрист Ф. Н. Глинка и составитель «Толкового словаря живого великорусского языка» В. И. Даль. Массовое распространение спиритизма связано с деятельностью небольшого кружка энтузиастов, в который входили А. Н. Аксаков, русский публицист, переводчик, А. М. Бутлеров, профессор, а затем академик Императорской Академии наук, один из выдающихся учёных-химиков (в то время — сторонник теории «четвёртого» состояния материи, единомышленник убеждённого спиритуалиста У. Крукса), Н. П. Вагнер, известный зоолог, профессор, лауреат Демидовской премии. Сам процесс спиритического сеанса преподносится адептами этих движений как момент восстановления нарушенного ранее временного единства материи и энергии и тем самым якобы подтверждается раздельное их существование. Д. И. Менделеев писал об основных «движителях» интереса к такого рода спекуляциям соприкосновением умопостигаемого и подсознательного.
В этой связи древних суеверий с новым учением — весь секрет интереса к спиритизму. Разве стали бы столь много писать и говорить о любом другом учёном разноречии — не стой тут сзади дух, няня и, любезное многим, детство народов.
Первоначально попытку разоблачения спиритизма предприняли академик П. Л. Чебышёв и профессор М. Ф. Цион, брат и сотрудник известного медика И. Ф. Циона, одного из учителей И. П. Павлова. После участия в двух сеансах медиума Юма «они установили, что он незаурядный фокусник и гипнотизер, выдававший свои манипуляции за „супернатуральные явления духов“».

## Начало работы комиссии

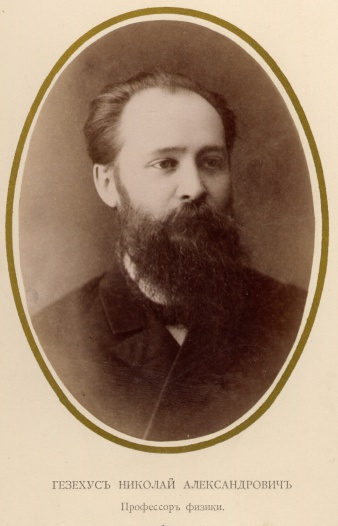
Николай Александрович Гезехус

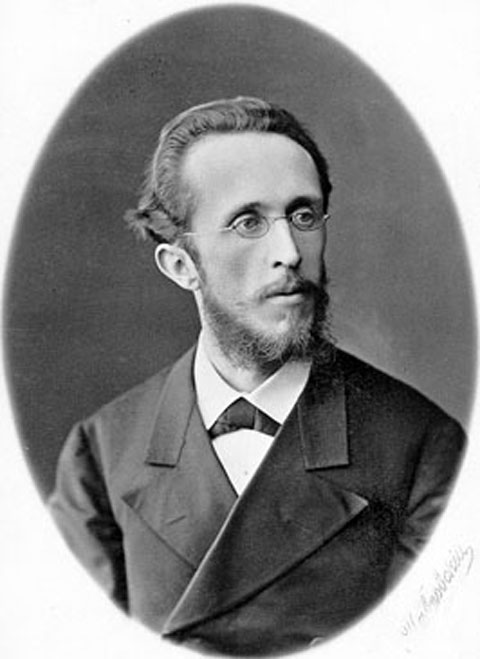
Иван Иванович Боргман

В середине 1870-х годов по инициативе Д. И. Менделеева молодое ещё Русское физическое общество выступило с резкой критикой спиритизма. 6 (18) мая 1875 года было принято решение «создать комиссию по проверке всех „явлений“, сопровождающих спиритические сеансы».
Опыты по изучению действий «медиумов», в качестве которых выступили братья Петти и госпожа Клейер, прибывшая от имени У. Крукса по приглашению А. Н. Аксакова, начались весной 1875 года. Оппонентами комиссии выступали А. М. Бутлеров, Н. П. Вагнер и А. Н. Аксаков. Первое заседание состоялось 7 мая (председатель — Ф. Ф. Эвальд), второе — 8 мая. После этого работа комиссии была прервана до осени — третье заседание состоялось только 27 октября, а уже 28 октября педагог, деятель столичной думы Фёдор Фёдорович Эвальд, входивший в первый состав комиссии, пишет Д. И. Менделееву: «…чтение книг, составленных господином А. Н. Аксаковым и т. подобных увражей произвело на меня решительное отвращение ко всему, касающемуся до спиритизма, медиумизма тоже» — он устраняется от участия. На смену ему в работу комиссии, несмотря на большую педагогическую загруженность, были включены физики Д. К. Бобылёв и Д. А. Лачинов.

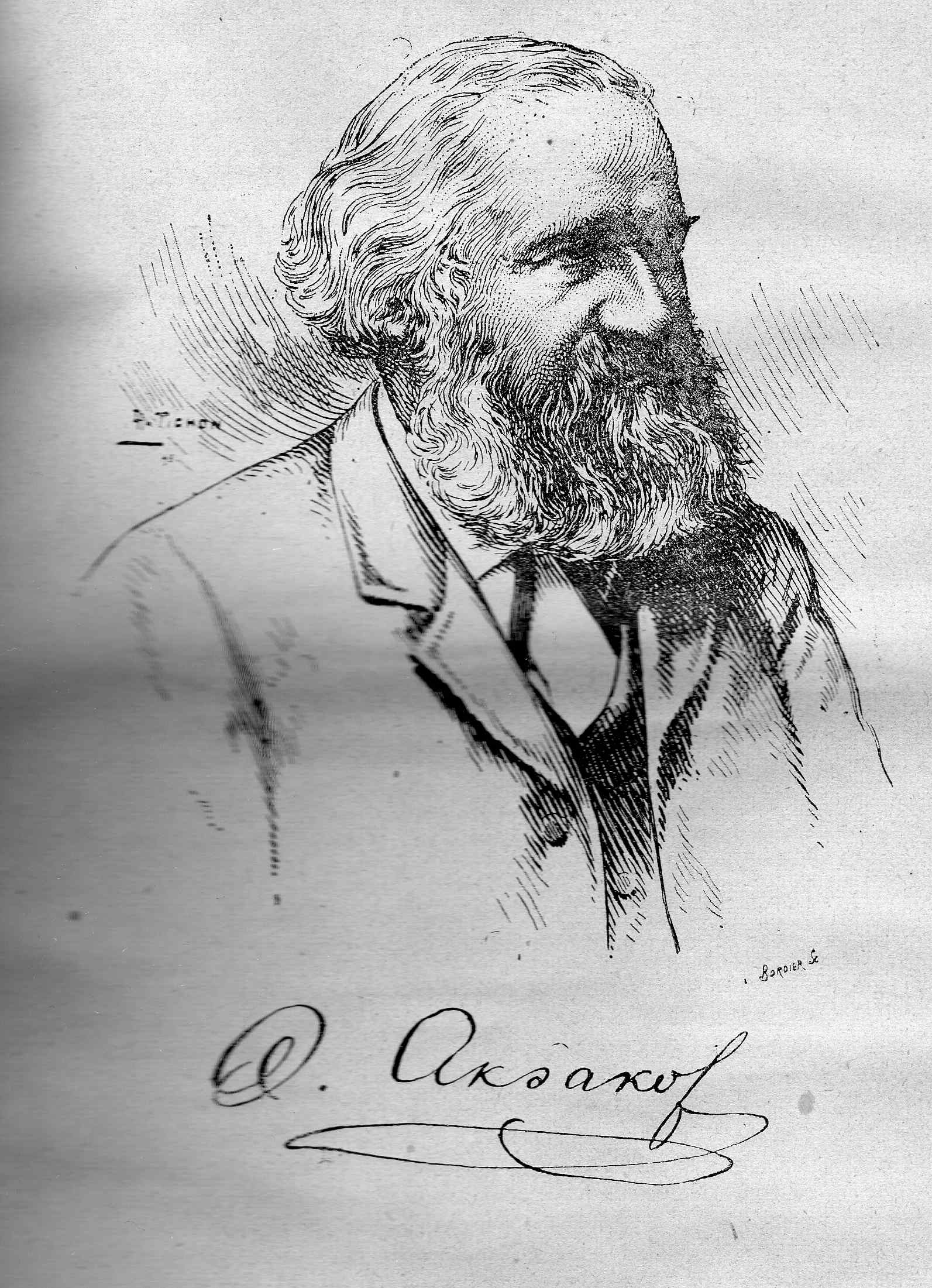
А. Н. Аксаков

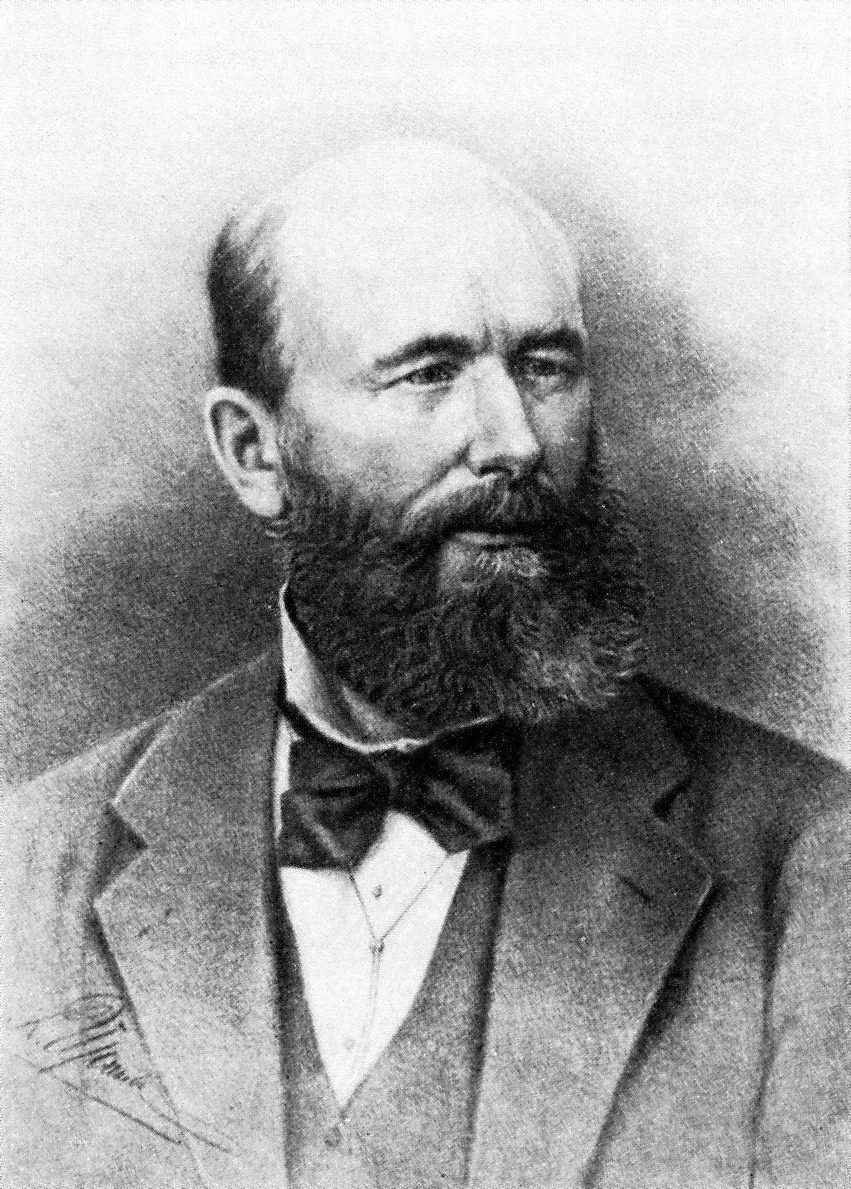
А. М. Бутлеров

На разных этапах работы комиссии (весна 1875-го, осень — зима 1875—1876 годов) в её состав входили: Д. К. Бобылёв, И. И. Боргман, Н. П. Булыгин, Н. А. Гезехус, Н. Г. Егоров, А. С. Еленев, С. И. Ковалевский, К. Д. Краевич, Д. А. Лачинов, Д. И. Менделеев, Н. П. Петров, Ф. Ф. Петрушевский, П. П. Фан-дер-Флит, А. И. Хмоловский, Ф. Ф. Эвальд.

## Методы комиссии
Комиссией был применён ряд методов и технологических приёмов, исключавших использование «магнитизёрами» физических закономерностей для манипуляций: пирамидальный и манометрический столики, устранение внешних факторов, препятствующих полноценному восприятию обстановки эксперимента, допускающих усиление иллюзий, искажение восприятие реальности. Результатом деятельности комиссии явилось выявление ряда специальных приёмов, вводящих в заблуждение, разоблачение очевидного обмана, констатация отсутствия каких бы то ни было эффектов при корректных условиях, препятствующих неоднозначному толкованию явления — спиритизм был признан следствием использования «медиумами» психологических факторов для управления сознанием обывателей — суеверием.

## Выводы комиссии
Комиссия, по мнению Менделеева, выполнила своё предназначение, а именно:
- сняла со спиритических явлений печать таинственности;
- оценила спиритизм с позиций методологии науки;
- установила возможность проведения свободной открытой дискуссии по данной проблеме;
- установила предел распространения нового суеверия;
- установила «соотношения между наукой и учёными».

Однако Бутлеров не был согласен с действиями и выводами комиссии: «Вместо того, чтобы наблюдать и ждать, комиссия поспешила сделать такие постановления, заявить такие требования, которые явно клонились к затруднению дел, и при которых, наконец, содействие поборников медиумизма сделалось невозможным.»
Н. П. Вагнер написал: «Сотни, тысячи лиц ждали от неё ответа на их недоумения. Они давно убедились в существовании медиумических явлений помимо всяких медиумов… Они совершенно вправе теперь спросить комиссию: что же все это значит?»

## Общественный резонанс
Работа комиссии и полемика вокруг предмета её рассмотрения вызвала живой отклик не только в периодике, которая в целом заняла сторону Д. И. Менделеева, который, впрочем, в итоговом издании предостерегает журналистов от легкомысленного, однобокого и неправильного толкования роли и влияния суеверия. Свою оценку дали П. Д. Боборыкин, Н. С. Лесков, многие другие и, прежде всего, Ф. М. Достоевский. Критические замечания последнего в большей степени имеют отношение не к спиритуализму как таковому, противником которого сам он являлся, а к рационалистическим взглядам Д. И. Менделеева. Ф. М. Достоевский указывал: «Вера и математические доказательства — две вещи несовместимые. Кто захочет поверить — того не остановите… при „хотении верить“, хотению может быть дано новое оружие в руки». Поддерживая Менделеева, Вс. Соловьев отмечал, что спиритизм «переносит в духовный мир всю мелочность земных интересов, всю земную пыль, затуманивает человека, заставляет его жить здесь, на земле, фантастической, двойственной жизнью»
Подводя итог, Д. И. Менделеев указывает на различие, коренящееся в исходной нравственной позиции исследователя: в «добросовестном заблуждении» или сознательном обмане. Именно нравственные принципы он ставит во главу угла в общей оценке всех аспектов и самого феномена, его толкования и, в первую очередь, убеждений учёного, независимых от его непосредственной деятельности — и должен ли он их иметь вообще? В ответ на письмо «Матери семейства», обвинившей учёного в насаждении грубого материализма, он заявляет, что «готов служить, так или иначе, средством для того, чтобы было меньше грубых материалистов и ханжей, а побольше было бы людей истинно понимающих, что между наукою и нравственными началами существует исконное единство».
В назидание же «Матери семейства» прибавлю только следующую мысль, принадлежащую, если не ошибаюсь, Фрӧбелю: спиритизм выражает недовольство, неудовлетворение отвлечёнными понятиями философии и нравственности; говоря о духах философы доказывали существование, бытие сверхъестественного мира, а спириты этот мир спустили на землю, показывают за грош, должны доказывать материальность духов.
В творчестве Д. И. Менделеева эта тема, как и всё в круге его интересов, закономерно связана сразу с несколькими направлениями его научной деятельности: психология, философия, педагогика, популяризация знаний, исследование газов, воздухоплавание, метеорология и т. д.; то, что она лежит на этом пересечении, показывает и публикация, резюмирующая деятельность комиссии. В то время как исследование газов косвенно, через гипотезы о «мировом эфире», например, имеет отношение к «гипотетическим» же факторам, сопутствующим основной теме рассматриваемых мероприятий (в том числе колебания воздуха), указание на связь с метеорологией и воздухоплаванием может повлечь резонное недоумение. Однако они явились не случайно в этом перечне в виде смежных тем, «присутствуя» уже на титульном листе «Материалов», а слова из публичных чтений Д. И. Менделеева в Соляном городке лучше всего отвечают на вопрос о метеорологии:
Как ни далеки кажутся два таких предмета, как спиритизм и метеорология, однако между ними существует некоторая связь, правда отдалённая. «Спиритическое учение есть суеверие», — как заключала Комиссия, рассматривавшая медиумические явления, — а метеорология борется и ещё долго будет бороться с суевериями, господствующими по отношению к погоде.
Очевидная предвзятость комиссии вызвала возмущение многих известных людей в Российской империи, десятки из которых подписали письмо в газете «Санкт-Петербургские ведомости» под заглавием: «Протест петербургского общества против заключения комиссии по исследованию медиумизма».